# Windows IoT
Windows IoT (dříve Windows Embedded) je v informatice rodina operačních systémů od firmy Microsoft, které jsou určeny pro vestavěné systémy (anglicky embedded system) a internet věcí (anglicky Internet of Things, zkratka IoT). Zahrnuje operační systémy určené pro jednoúčelové využití např. v ovládacích zařízeních, kopírkách, hracích automatech, bankomatech, malých NAS serverech nebo zdravotnických přístrojích se sdílením dat pomocí cloudových služeb.
Systémy nejsou prodávány přímo spotřebitelům, nýbrž OEM výrobcům, kteří je upravují a prodávají koncovým zákazníkům včetně hardwarového zařízení.

## Historie
První systém Windows NT 4.0 Embedded vznikl již v roce 1998 ve spolupráci firmy Microsoft a VenturCom. Cílem bylo vyvinout úsporný, nenáročný systém, který by bylo možné univerzálně používat na velkém množství zařízení.

## Vývojové větve
Windows Embedded zahrnují množství specializovaných distribučních verzí, které jsou členěny do vývojových větví.

### Windows Embedded Standard
Nové verze systémů Windows Embedded Standard vycházely většinou společně s novými verzemi desktopových a serverových systémů Windows. Vyznačují se tím, že se od klasických PC systémů příliš neliší.

#### Windows NT 4.0 Embedded
Windows NT měl sloužit především pro ovládání nápojových automatů a běžných spotřebičů. Jednalo se v podstatě o tentýž systém, jako Windows NT 4.0, rozdíl byl v možnosti individuálního nastavování jednotlivých komponent.
Standardní podpora Windows NT 4.0 Embedded skončila v roce 2003.

#### Windows XP Embedded

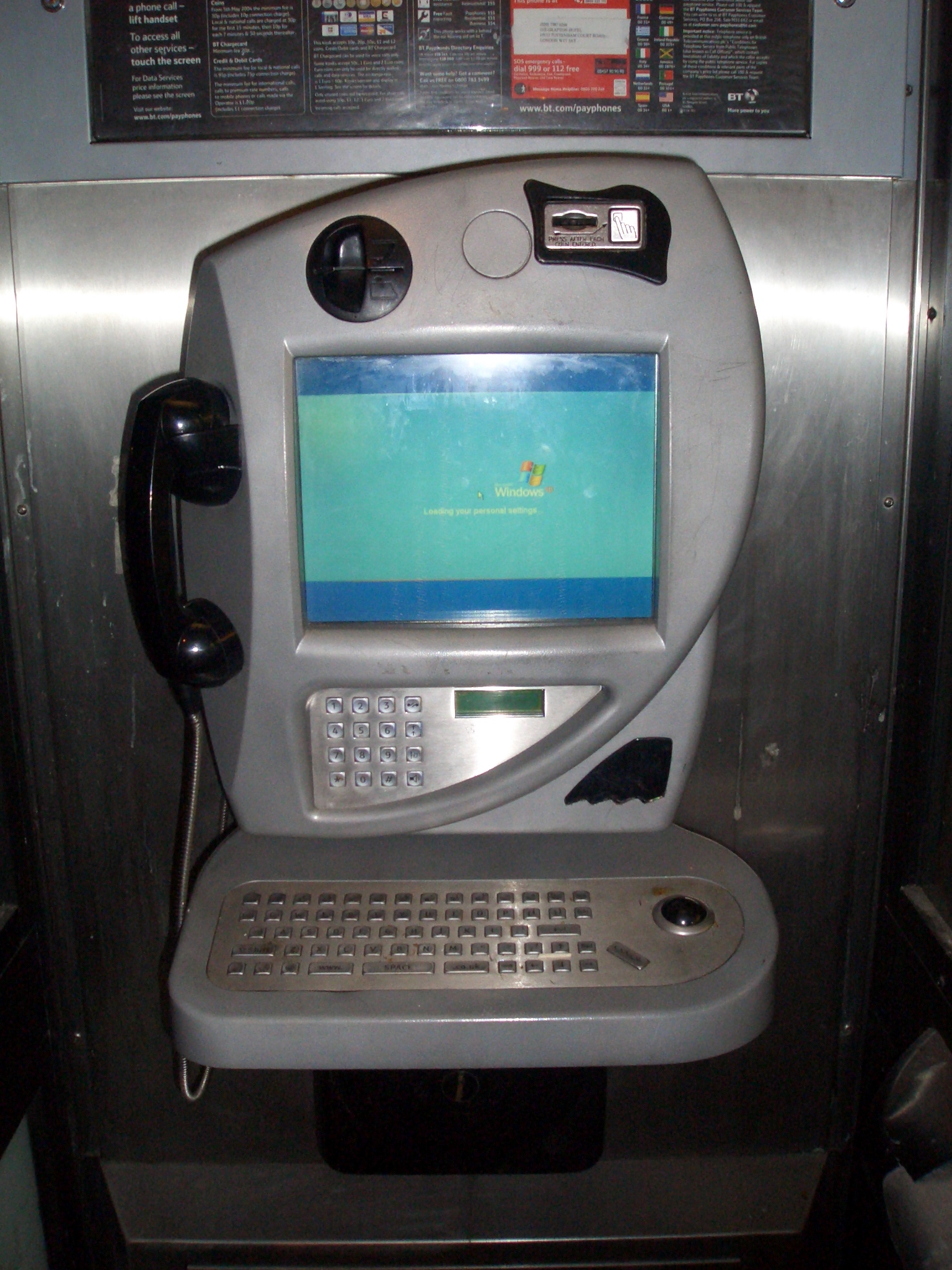
Telefonní automat spouští Windows XP Embedded.

Windows XP Embedded byly vydány v roce 2001. Na počátku roku 2014 využívalo přibližně 95% všech automatů (od bankomatů po herní automaty) právě Windows XP embedded nebo desktopovou verzi Windows XP.
Vzhledem k tomu, že podpora tohoto systému na počátku roku 2016 skončila, přechází se na novější a podporované systémy.

### Windows CE
Windows CE je asi nejznámější vývojovou větví Windows. Poprvé byl představen Billem Gatesem na výstavě COMDEX v roce 1996. Systém byl určen pro menší počítače a díky své nenáročnosti se prosadil jako základ systémů pro mobilní telefony se systémem Windows Mobile. Nejnovější verze byl operační systém reálného času Windows Embedded Compact 2013.

## Windows 10 IoT Core
Windows 10 IoT Core je vývojová platforma pro Internet věcí (IoT). Jedná se o speciální edici, která převzala jádro operačního systému používané v řadě desktopových Windows NT (a tedy i Windows 10). Windows 10 IoT Core nemá grafické uživatelské rozhraní. Protože v nich lze provozovat Univerzální Windows aplikace, jsou k dispozici jednoduché grafické nástroje pro nastavení sítě a její diagnostiku.